# Agge Angusson
Nils Agge Emanuel Angusson, född 9 februari 1992 i Ystad, är en svensk teolog och prästkandidat för Svenska Kyrkan. Han är sedan 2021 ordförande för Kristna studentrörelsen i Sverige.

## Biografi
Angusson växte upp i Malmö. Vid sidan om studier och arbete har Angusson utmärkt sig för sitt ideella engagemang. Redan som ung engagerade Angusson sig i föreningar och organisationer såsom Ungdom mot rasism, Fryshusprojekten Elektra och Tillsammans för Sverige, Fatta! Samtycke, samt PeaceWorks. Angusson har också inom Fryshusets regi tagit fram egna projekt och arbetet med att utbilda unga. Som tack för sitt lokala engagemang tog Angusson 2019 emot stipendiet Engagemang Malmö av Rotary Slottstaden
Sedan 2019 är Angusson prästkandidat för Svenska kyrkan, Lunds Stift.
Angusson valdes 2021 till ordförande för KRISS - Kristna studentrörelsen i Sverige.